# Serapio
San Serapio de Irlanda mártir (Londres, 1179 – Argel, 14 de noviembre de 1240) fue un militar de origen irlandés que participó en las cruzadas al servicio del rey Ricardo Corazón de León.

## Biografía
Nació en Londres (1179). Hijo del capitán Rotland Scott, noble de la corte de Enrique II, y de una mujer, miembro de la alta nobleza inglesa. Luchó junto a su padre (1190) en la tercera cuzada, bajo el estandarte del rey Ricardo Corazón de León. Participó en la toma de San Juan de Acre y en el asedio de Ascalón. En su regreso a casa, su barco encalló frente a las costas de la República de Venecia, y al continuar el viaje por tierra, fue apresado por las tropas del duque de Austria. Tanto su padre, con el propio Ricardo Corazón de León fueron liberados. Serapio quedó como rehén. Confinado entre muros, Serapio demostró una fe inquebrantable y una serenidad que cautivaron al joven Leopoldo de Austria. Impresionado por su fortaleza espiritual, el heredero del ducado intercedió por su liberación, anhelando contar con su sabiduría en la corte. Allí, Serapio, venerado como un guía espiritual, se convirtió en confidente del monarca, ofreciendo no solo consejo en asuntos terrenales, sino también un bálsamo para su alma.
Poco después del resonante triunfo cristiano en la batalla de las Navas de Tolosa (1212), Serapio, junto a su señor Leopoldo, pisó suelo ibérico. Bajo la bandera del rey Alfonso VIII de Castilla, se unió a la reconquista para expulsar a los musulmanes de la península. Su valor y destreza en el campo de batalla le convirtieron en una pieza clave en las batallas que forjaron la España cristiana.
En España conoció a San Pedro Nolasco y a los frailes mercedarios. Ingresó en la Orden de la Merced en 1222, y participó en varias redenciones. En su última redención, se quedó como parte de pago para la liberación de algunos cautivos, pero el dinero para su rescate no llegó a tiempo. El 14 de noviembre de  1240, bajo el reinado de Abu Muhammad al-Rashid, fue martirizado por los sarracenos, quienes le ataron a una cruz en forma de aspa y arrancaron los intestinos; luego le cortaron las extremidades. Es protomártir de la orden mercedaria.
En 1743 fue inscrito en el catálogo de los santos. Su festividad se celebra el 14 de noviembre. Es considerado el patrono de los enfermos y de la ciudad de Azul (Argentina), y la devoción a él ha hecho recurrente el uso del aceite que lleva su nombre, para los padecimientos en la zona abdominal.